# 매켄지강늑대
매켄지강늑대(Canis lupus mackenzii)는 캐나다 노스웨스트 준주에서 발견되는 회색늑대의 아종 중 하나이다.
Canis lupus mackenzii라고 따로 불러지지 않았을 때였지만, 이 늑대에 대한 가장 광범위한 연구는 남 매켄지 지역에서 1954년 늑대 제어 작전을 한 W.A. 풀러가 처음으로 하였다.
1992년, 이 늑대는 알래스카와 캐나다 서부에 서식하는 매켄지계곡늑대로 재분류했었다.